# Tadanori Konakawa
Tadanori Konakawa (jap. 粉川 忠範, Konakawa Tadanori; * um 1950) ist ein japanischer Jazzposaunist.
Tadanori Konakawa arbeitete in der japanischen Jazzszene ab den 1970er-Jahren u. a. mit Fumio Watanabe, Katsuo Kuninaka, Naoya Matsuoka, Isao Suzuki, Yasuko Agawa, Yōsuke Yamashita sowie mit den Sängerinnen Maki Asakawa und Hideko Okiyama (Summertime, 1981). Ferner trat er 1984 mit Masahiko Togashi und dessen Improvisation Jazz Orchestra auf und spielte auch in den Bigbands Shoji Suzuki Rhythm Ace & All Stars und um 1990 bei Nobuo Hara and Sharps & Flats. Im Bereich des Jazz listet ihn Tom Lord zwischen 1979 und 1997 bei 15 Aufnahmesessions, zuletzt mit Sir Charles Thompson (With Yoshio Toyama & Dixie Saints). Unter eigenem Namen legte er mehrere Titel vor, die auf der Kompilation Trombone Paradise (Vol. 4) erschienen sind. In späteren Jahren spielte er u. a. mit dem Kunimitsu Inaba Trio + Two (mit Q Ishikawa).